# Camponotus sanguinea
Camponotus sanguinea é uma espécie de inseto do gênero Camponotus, pertencente à família Formicidae.